# Anton Wjatscheslawowitsch Batujew
Anton Wjatscheslawowitsch Batujew (russisch Антон Вячеславович Батуев, englische Transkription Anton Vyacheslavovich Batuev; * 8. Mai 1985 in Tschussowoi, Perm) ist ein russischer Skeletonsportler.
Anton Batujew lebt in Moskau. Er begann 2005 mit dem Skeletonsport und gehört seit 2007 dem russischen Nationalkader an. Zum Auftakt der Saison 2007/08 gab der Russe in Igls sein internationales Debüt im Europacup und wurde 34. Eine Woche später kam er in Königssee als Achtplatzierter erstmals unter die besten zehn. Bis einschließlich der Saison 2008/09 startete er regelmäßig im Europacup. Die besten Ergebnisse erreichte Batujew in dieser Zeit mit zwei sechsten Plätzen bei zwei aufeinander folgenden Rennen in Altenberg. 2009/10 kam der Russe im Intercontinentalcup zum Einsatz. Bei allen seinen vier Einsätzen erreichte er Top-20-Platzierungen, bestes Ergebnis war ein 13. Platz in Winterberg. Den endgültigen Durchbruch schaffte Batujew zum Auftakt der Saison 2010/11 im Europacup. In Cesana verpasste er hinter Christian Baude als Zweitplatzierter in den beiden ersten Saisonrennen seine ersten Siege nur knapp. Auch bei den weiteren Saisonrennen erreichte der Russe einstellige Platzierungen, darunter zwei weitere zweite Plätze hinter Paul Fraser und Ed Smith. In der Gesamtwertung wurde er ebenfalls Zweiter hinter Baude.
In der Saison 2011/12 stieg Batujew in den Intercontinentalcup auf und erreichte auch dort auf Anhieb einstellige Resultate, darunter zwei zweite Ränge in Sigulda hinter Gesamtsieger Michi Halilovic. Im Gesamtklassement erreichte Batujew den vierten Platz. Anschließend gab er sein Debüt bei Weltmeisterschaften und belegte den 16. Rang. Auch 2012/13 startete er im Intercontinentalcup, wo seine besten Ergebnisse bei sieben Teilnahmen zwei vierte Plätze waren. Im Januar 2013 nahm er an seinem ersten Weltcuprennen teil und wurde in Altenberg Achter. In der Folgesaison kehrte er in den  Intercontinentalcup zurück und belegte dort zwei weitere zweite Ränge. In der Gesamtwertung musste er sich nur seinem Landsmann Nikita Tregubow geschlagen geben. Er startete außerdem beim Weltcupfinale in Königssee, das gleichzeitig die Skeleton-Europameisterschaft 2014 darstellte, bei der er Sechster wurde. Die Saison 2014/15 begann Batujew mit einem dritten Platz im  Intercontinentalcup. Anschließend erreichte er Rang 7 und 16 bei den ersten beiden Saisonrennen im Weltcup, wechselte danach jedoch wieder in den Intercontinentalcup zurück. Dort feiert er in Whistler die ersten beiden internationalen Siege seiner Karriere. Nach Podestplatzierungen bei allen seinen fünf Starts wurde er insgesamt Vierter im Intercontinentalcup und beschloss die Saison mit Rang 11 beim Weltcupfinale in Sotschi.